# Knarik Vardanyan
Knarik Grigori Vardanyan (în armeană Քնարիկ Վարդանյան; n. 24 noiembrie/7 decembrie 1914, P’anik⁠(d), Aleksandropol County⁠(d), viceregatul Caucazului⁠(d), Imperiul Rus – d. 25 decembrie 1996, Erevan, Armenia) a fost o artistă sovietică armeană, cunoscută mai ales ca pictoriță și gravoare. Ea a primit titlul de Artist emerit al RSS Armene⁠(d) (1967).

## Biografie
Knarik Vardanyan s-a născut la 24 noiembrie 1914 în satul Kaftarli (cunoscut în prezent sub numele de Panik), uezdul Alexandropol⁠(d), viceregatul Caucazului⁠(d), Imperiul Rus.
A absolvit în anul 1933 Colegiul Tehnic de Construcții din Leninakan (cunoscut acum drept Colegiul Tehnic de Stat din Ghiumri). În anul următor, Knarik Vardanyan a lucrat ca asistentă în studioul de arhitectură al lui Alexander Tamanian (1933–1934). A absolvit Colegiul de Stat de Arte Plastice „Panos Terlemezyan” în 1941, apoi cursurile Institutului de Stat de Arte Plastice și Teatru din Erevan în 1950, iar în perioada 1950–1952 a urmat cursurile organizate de artistul B.V. Ioganson⁠(d) la secția de pictură a Casei Culturii Armene din Moscova.
În perioada 1942–1944 a lucrat ca artistă principală la Teatrul de Păpuși „Hovhannes Tumanyan” din Erevan⁠(d) și a contribuit la realizarea mai multor spectacole. În anul 1950 a devenit membră a Partidului Comunist al Uniunii Sovietice (PCUS). A fost căsătorită cu cântărețul de operă Davit Poghossian⁠(d) (1911–2004).
Knarik Vardanyan a realizat picturi inspirate din viața cotidiană a muncitorilor. În anii 1960 și 1970 a început să-și schimbe tematica artistică și paleta de culori pentru a reflecta imaginea naturii. A avut expoziții personale la Erevan (1965, 1978, 1981), Leninakan (1981), Kirovakan (1981), Ehegnadzor (1982) și Tbilisi (1982). Multe dintre operele ei de artă se află în colecțiile muzeelor, inclusiv într-o colecție vastă de la Galeria Națională a Armeniei⁠(d).
A murit la 25 decembrie 1996 în orașul Erevan din Armenia.